# Bill Ritter
Bill Ritter (født 6. september 1956) er en amerikansk politiker for det demokratiske parti. Han var den 41. guvernør i delstaten Colorado i perioden januar 2007 til januar 2011, hvor han blev afløst af partifællen John Hickenlooper.